# Pseudosesia
Pseudosesia is een geslacht van vlinders uit de familie wespvlinders (Sesiidae), onderfamilie Sesiinae.
Pseudosesia is voor het eerst wetenschappelijk beschreven door Felder in 1861. De typesoort is Pseudosesia insularis.

## Soorten
Pseudosesia omvat de volgende soorten:
- Pseudosesia albifrons (Hampson, 1919)
- Pseudosesia caeruleimicans (Hampson, 1893)
- Pseudosesia canarensis (Hampson, 1919)
- Pseudosesia charlesi (Le Cerf, 1916)
- Pseudosesia croconeura (Meyrick, 1926)
- Pseudosesia flavifrons (Hampson, 1919)
- Pseudosesia grotei Moore, 1879
- Pseudosesia insularis Felder, 1861
- Pseudosesia isozona (Meyrick, 1887)
- Pseudosesia limpida (Le Cerf, 1916)
- Pseudosesia oberthueri (Le Cerf, 1916)
- Pseudosesia opalescens (Hampson, 1919)
- Pseudosesia pentazonata (Hampson, 1919)
- Pseudosesia productalis (Walker, 1865)
- Pseudosesia rangoonensis (Swinhoe, 1890)
- Pseudosesia zoniota (Turner, 1922)